# Pedro María Rubio y Martín Santos
Pedro María Rubio y Martín Santos (Valdemorillo, 22 de febrer de 1801 - Madrid, 10 de setembre de 1868) fou un metge espanyol, membre fundador de la Reial Acadèmia de Ciències Exactes, Físiques i Naturals.
Llicenciat i doctorat en medicina i cirurgia, treballà com a cirurgià de Cambra de la reina Isabel II d'Espanya, gràcies a la qual cosa fou membre Consell d'Instrucció Pública i en 1847 membre fundador de la Reial Acadèmia de Ciències Exactes, Físiques i Naturals. Conegut en el seu moment per haver elaborat un dels primers tractats sobre aigües minerals i les seves propietats. Fou guardonat amb la grau creu de l'Orde d'Isabel la Catòlica i cavaller de l'Orde de Carles III, així com amb la Legió d'Honor.

## Obres
- Tratado completo de la fuentes minerales de España (1853)